# Космос-2228
Космос-2228 је један од преко 2400 совјетских вјештачких сателита лансираних у оквиру програма Космос.
Космос-2228 је лансиран са космодрома Плесецк, Русија, 25. децембра 1992. Ракета-носач Циклон-3 је поставила сателит у орбиту око планете Земље. Маса сателита при лансирању је износила 2000 килограма. Космос-2228 је био сателит намијењен за електронско извиђање, јављање и навођење.